# General Emilio Aguinaldo (Cavite)
General Emilio Aguinaldo (offiziell: Municipality of General Emilio Aguinaldo, ehemals Bailen; Filipino: Bayan ng Heneral Emilio Aguinaldo) ist eine philippinische Stadtgemeinde der in der Provinz Cavite. Sie ist nach Emilio Aguinaldo, dem ersten Präsidenten der Philippinen, benannt.

## Baranggays
General Emilio Aguinaldo ist politisch in 14 Baranggays unterteilt (4 städtisch, 10 ländlich).
- A. Dalusag
- Batas Dao
- Castaños Cerca
- Castaños Lejos
- Kabulusan
- Kaymisas
- Kaypaaba
- Lumipa
- Narvaez
- Poblacion I
- Tabora
- Poblacion II
- Poblacion III
- Poblacion IV

## Geschichte
Die Stadtgemeinden General Emilio Aguinaldo war früher eine Kirchengemeinde in der Stadtgemeinde Maragondon gewesen. Sie wurde kraft Dekret, ausgegeben von Erzbischof der Erzdiözese Manila Fray Aranguren am 28. August 1857, gegründet.
Durch das Dekret wurde die Barrios Batas und Guyong-guyong von Maragondon abgetrennt. Der Name der neuen Gemeinde war Bailen.
Einige Einwohner des Barrios Batas richteten eine Petition an den spanischen Generalgouverneur der Philippinen Fernando Norzagaray, ihr Barrio zur selbstständigen Gemeinde zu machen. Der spanische Gouverneur gewährte die Bitte am 2. August 1858.
Bailen, der frühere Name des Ortes leitet sich vom spanischen Wort bailar (dt.: tanzen) ab. Andere Vermutungen gehen davon aus, dass sie nach der spanischen Stadt Bailén gleichen Namens benannt wurde.
Die US-amerikanische Zivilregierung (1899–1901) reduzierte die Zahl der Gemeinden.
Die Philippinische Kommission verabschiedete am 15. Oktober 1903 den Act 947, durch den die Gemeinden Bailen und Mendez Alfonso angeschlossen wurde, wodurch Bailen ein Barrio Alfonsos wurde. Die Philippinische Kommission reorganisierte 1904 zum zweiten Mal die gesamte Provinz Cavite. Die Zahl ihrer Gemeinden wurde von 22 auf neun „Städtegruppen“ reduziert. Bailen wurde 1915 wieder eine selbstständige Gemeinde.